# Scott McGill
Scott McGill (nascido em 20 de setembro de 1998) é um ciclista americano, que atualmente pedala pela equipe UCI Continental Wildlife Generation Pro Cycling
Conquistou a sua primeira grande vitória profissional na Volta a Portugal de 2022, onde venceu a primeira e a sexta etapas.

## Principais resultados

### Estrada
2019
2º Tour Geral de Tobago
1ª Etapas 2 e 5
2022
1º Grande Prêmio de Wilmington
1ª Etapas 1 e 6 Volta a Portugal
3º Critério, Campeonatos Nacionais de Estrada
6ª corrida geral Joe Martin Stage

### Ciclocross
2021–2022
2º Grande Prêmio da Carolina do Norte Dia 2
Série Ciclocross da Nova Inglaterra
3º Internacional de Northampton
4º Campeonato Pan-Americano